# یاخونا

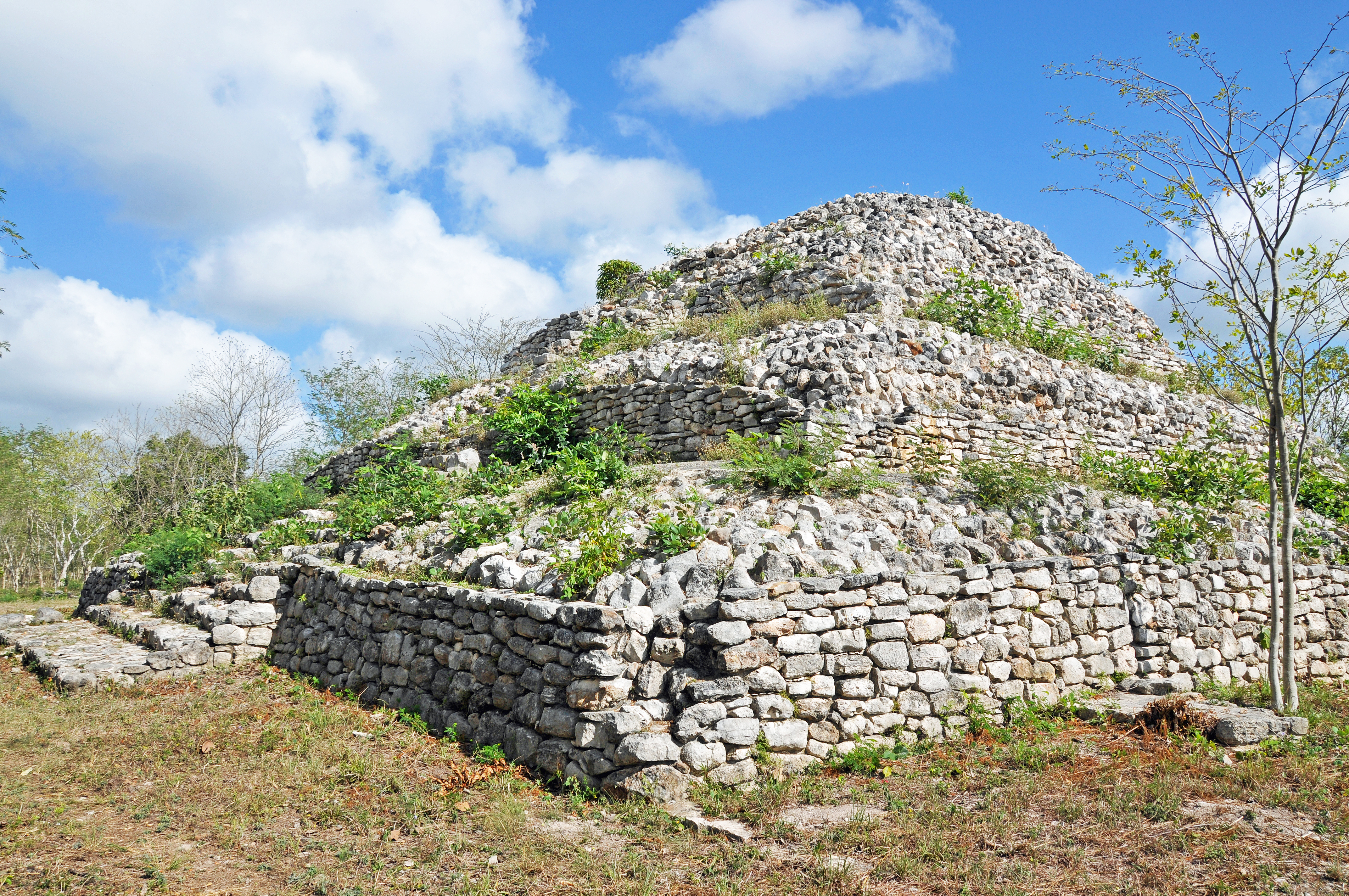
نمایی از یک منطقهٔ یاخونا

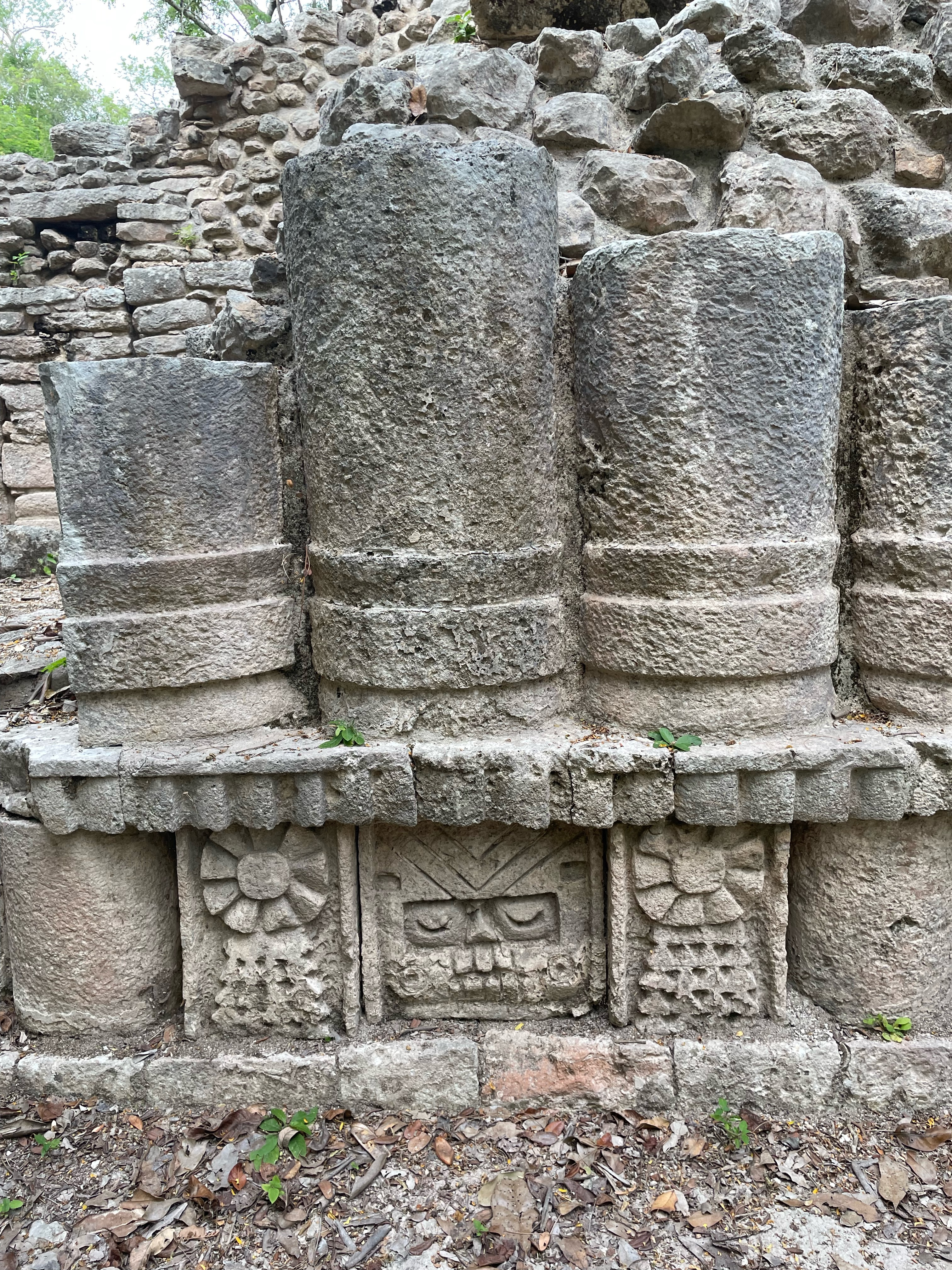
ستون‌های سنگی حکاکی‌شده

یاخونا (انگلیسی: Yaxuná) یک محوطه باستانی از دوران تمدن مایا در منطقهٔ شهرداری ساخکابا واقع در یوکاتان مکزیک است. این محوطه از دوران باستانی «شکل‌گیری میانی» و در خلال دوران دوران پساکلاسیک دارای سکنه بوده‌است. برخی از اهرام بزرگ‌تر ساخته‌شده در این منطقه در دوران کلاسیک اولیه بازسازی شدند و مقبره‌های سلطنتی در آن نگهداری می‌شد. در اواخر کلاسیک (حدود ۶۰۰–۸۰۰)، ایالت-شهر کُبا یاخونا را فتح کرد و حدود ۱۰۰ کیلومتر «ساکبه» (جاده مرتفع) برای اتصال دو شهر ساخت. این طولانی‌ترین جاده‌ای بود که مایاها ساختند.